# Clyde Bruckman
Clyde Bruckman est un scénariste et réalisateur américain né le 20 septembre 1894 à San Bernardino, Californie (États-Unis), mort le 4 janvier 1955 à Hollywood (Californie).

## Filmographie

### comme réalisateur
- 1925 : Cowboys Cry for It (court-métrage)
- 1926 : Le Mécano de la « General » (The General)
- 1927 : Horse Shoes
- 1927 : Le Chant du coucou (Call of the Cuckoo) (court-métrage)
- 1927 : Love 'Em and Feed 'Em (court-métrage)
- 1927 : Mon neveu l'Écossais (Putting Pants on Philip) (court-métrage)
- 1927 : La Bataille du siècle (The Battle of the Century) (court-métrage)
- 1928 : A Perfect Gentleman
- 1928 : Should Tall Men Marry? (court-métrage)
- 1928 : Laissez-nous rire (Leave 'Em Laughing) (court-métrage)
- 1928 : Laurel et Hardy constructeurs (The Finishing Touch) (court-métrage)
- 1929 : Quel phénomène ! (Welcome Danger)
- 1930 : À la hauteur (Feet First)
- 1931 : Everything's Rosie
- 1932 : Silence... on tourne! (Movie Crazy)
- 1932 : The Human Fish (court-métrage)
- 1933 : Too Many Highballs (court-métrage)
- 1933 : The Fatal Glass of Beer (court-métrage)
- 1935 : Les Joies de la famille (Man on the Flying Trapeze)
- 1935 : Horses' Collars (en) (court-métrage)
- 1935 : Spring Tonic

### comme scénariste
- 1923 : Les Trois Âges (Three Ages)
- 1924 : Sherlock Junior
- 1924 : La Croisière du Navigator (The Navigator)
- 1925 : Bashful Jim
- 1925 : Remember When?
- 1926 : Pour l'amour du ciel (For Heaven's Sake)
- 1927 : Le Mécano de la « General » (The General)
- 1929 : Quel phénomène ! (Welcome Danger)
- 1930 : À la hauteur (Feet First)
- 1932 : Silence, on tourne ! (Movie Crazy)
- 1933 : Uncle Jake
- 1933 : Roadhouse Queen
- 1933 : Daddy Knows Best
- 1933 : The Big Fibber
- 1934 : Patte de chat (The Cat's-Paw) de Sam Taylor (non crédité)
- 1935 : Three Little Beers (en)
- 1936 : Half-Shot Shooters (en)
- 1936 : Whoops, I'm an Indian! (en)
- 1937 : Grips, Grunts and Groans
- 1937 : 3 Dumb Clucks
- 1937 : Cash and Carry
- 1937 : He Done His Duty
- 1938 : Le Professeur Schnock (Professor Beware)
- 1939 : Pest from the West
- 1939 : Three Sappy People
- 1940 : You Nazty Spy!
- 1940 : Nothing But Pleasure
- 1940 : Rockin' Thru the Rockies
- 1940 : Pardon My Berth Marks
- 1940 : Un canard dans le moteur (Boobs in the Woods)
- 1940 : Nutty But Nice
- 1940 : The Taming of the Snood
- 1940 : From Nurse to Worse
- 1940 : Pleased to Mitt You
- 1940 : The Spook Speaks
- 1941 : Fresh as a Freshman
- 1941 : So Long Mr. Chumps
- 1941 : La Glorieuse Parade (Yankee Doodle Dandy)
- 1941 : I'll Never Heil Again
- 1941 : General Nuisance
- 1941 : In the Sweet Pie and Pie
- 1941 : She's Oil Mine
- 1942 : Loco Boy Makes Good
- 1942 : Tireman, Spare My Tires
- 1942 : Olaf Laughs Last
- 1942 : Three Smart Saps
- 1942 : Sock-a-Bye Baby
- 1943 : A Blitz on the Fritz
- 1943 : Spook Louder
- 1943 : Honeymoon Lodge
- 1943 : Shot in the Escape
- 1943 : I Can Hardly Wait
- 1943 : Farmer for a Day
- 1943 : So's Your Uncle
- 1943 : Dizzy Pilots
- 1943 : Pitchin' in the Kitchen
- 1943 : Swingtime Johnny
- 1944 : Weekend Pass
- 1944 : Moon Over Las Vegas
- 1944 : The Yoke's on Me
- 1944 : Twilight on the Prairie (en)
- 1944 : South of Dixie
- 1945 : Under Western Skies (it)
- 1945 : Her Lucky Night
- 1946 : Uncivil War Birds
- 1946 : Honeymoon Blues
- 1946 : Three Little Pirates
- 1946 : Andy Plays Hookey
- 1947 : Fright Night
- 1947 : Out West
- 1947 : Brideless Groom
- 1948 : Pardon My Clutch
- 1948 : Tall, Dark and Gruesome
- 1950 : Hugs and Mugs
- 1950 : Three Hams on Rye
- 1953 : Up in Daisy's Penthouse
- 1953 : Goof on the Roof
- 1954 : Pals and Gals
- 1955 : Fling in the Ring
- 1955 : Un drôle de toubib (Wham Bam Slam)
- 1956 : Husbands Beware

- 1935 : L'Homme sur le trapèze volant (Man on the Flying Trapeze)